# Orfelia divaricata
Orfelia divaricata är en tvåvingeart som först beskrevs av Friedrich Hermann Loew 1870.  Orfelia divaricata ingår i släktet Orfelia och familjen platthornsmyggor.
Artens utbredningsområde är North Carolina. Inga underarter finns listade i Catalogue of Life.